# ピーター・クレイトン
ピーター・A・クレイトン（Peter A. Clayton）は、イギリスの考古学者、貨幣学者で、大英博物館出版部の元編集長。
クレイトンは古代世界、とりわけ古代エジプトについて幅広く執筆しており、また、子供向けの本も数多く制作している。
クレイトンは、イギリス政府の傘下機関である財宝評価委員会（TVC）の会員である。

## 主な著作
- Chronicle of the Pharaohs. Thames & Hudson, London.
  - 邦訳：『古代エジプトファラオ歴代誌』 吉村作治監修、藤沢邦子訳、創元社、1999年4月。ISBN 978-4-422-21512-9。
- Archaeological sites in Britain. Weidenfeld & Nicolson, London, 1976. ISBN 0297771159
- The rediscovery of Ancient Egypt: Artists and travellers in the Nineteenth Century. Thames & Hudson, London, 1982. ISBN 0500012849
- The seven wonders of the ancient world. 1990.
- The Valley of the Kings. Wayland, 1995. ISBN 0750214317